# Miika Tenkula
Miika Tenkula (6 de marzo de 1974-18 de febrero de 2009) fue un músico finés de heavy metal. Fue el guitarrista principal y quien escribía las canciones para la banda Sentenced hasta que se separaron. También fue el cantante original de la banda desde 1989 hasta finales de 1992.

## Muerte
Miika Tenkula fue hallado muerto en su casa el 19 de febrero de 2009. Tenía serios problemas con la bebida que aumentaron después de la separación de Sentenced. Poco tiempo después de fallecer, los restantes miembros de la banda dijeron lo siguiente:

«Sentenced está de luto por la pérdida de Miika Tenkula, un querido amigo, un verdadero artista y músico remarcable y la mismísima alma de lo que solía ser Sentenced. Descansa ahora, hermano. En tu música y nuestros corazones vivirás por siempre».

La autopsia reveló que tenía problemas cardíacos genéticos y que sufrió un ataque cardíaco en su casa el 18 de febrero. Los restos de Miika Tenkula fueron enterrados en el cementerio Kirkkosaari de su ciudad natal, Muhos, Finlandia.